# Barbula papillosa
Barbula papillosa là một loài rêu trong họ Pottiaceae. Loài này được (Wilson) Müll. Hal. mô tả khoa học đầu tiên năm 1849.